# 데메니 투표
데메니 투표(Demeny voting)는 미국에서 활동한 헝가리의 인구학자 데메니 팔 죄르지(Demény Pál György)의 이름을 따서 명명된, 부모가 선거연령 미만의 미성년 자녀를 대리해 선거권을 행사하는 제도이다.

## 같이 보기
- 세대간 형평
- 대리 투표